# Червоний карлик

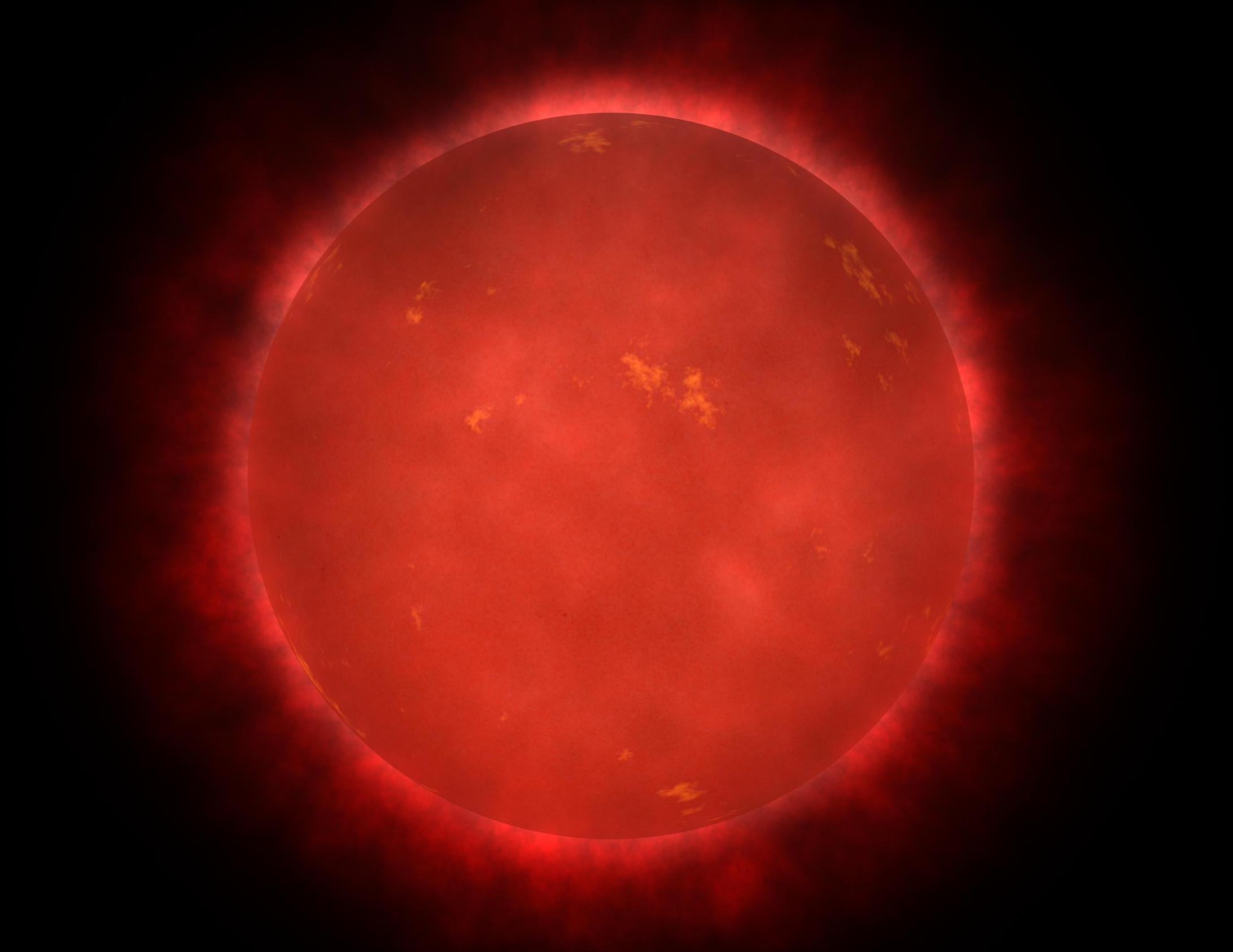
Червоний карлик в уявленні художника

Червоний карлик — за діаграмою Герцшпрунґа—Рассела мала й відносно холодна зоря головної послідовності, спектральний клас М або верхній К.

## Загальні характеристики

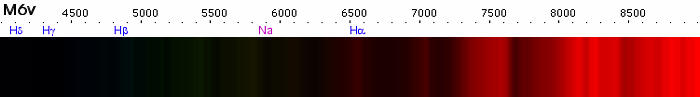
Спектр зірки класу M6V

Червоні карлики неабияк відрізняються від інших зір. Діаметр і маса їхні не перевищують третини сонцевої (нижня межа маси — 0,0767 сонцевої, — менші тільки коричневі карлики). Температура поверхні червоного карлика сягає 3500 °К, що можна порівняти з розжареною спіраллю лампи розжарювання, отож, попри свою назву, червоні карлики, аналогічно лампам, сяють світлом не червоного, а радше вохристо-жовтуватого відтінку. Зірки цього типу випромінюють дуже мало світла, іноді в 10000 разів менше Сонця. Через малу швидкість згоряння водню червоні карлики мають дуже велику тривалість життя — від кількадесяти мільярдів до трильйонів років (червоний карлик в 0,1 маси Сонця горітиме 10 трильйонів років).
У червоних карликах неможливі термоядерні реакції за участю гелію, тому вони не можуть розвинутись у червоні гіганти. Із часом вони поступово стискаються й дедалі більше нагріваються, поки не витратять увесь запас водневого палива, і згодом перетворюються на блакитні, а відтак — на білі карлики з гелієвим ядром. Але з моменту Великого вибуху минуло ще недостатньо часу, аби червоні карлики змогли зійти з головної послідовності.
Позаяк червоні карлики лишаються на головній послідовності, тимчасом як решта зірок сходять з неї, це дозволяє визначити вік зоряних скупчень через знаходження маси, за якої зорі змушені зійти з головної послідовності. Опріч того, той факт, що на тепер[коли?] не виявлено жодного червоного карлика поза головною послідовністю, свідчить про те, що Всесвіт має кінцевий вік.[джерело?]
| Спектральний клас | Радіус | Маса | Світимість | Температура |
| ----------------- | ------ | ---- | ---------- | ----------- |
| Спектральний клас | R/R☉   | M/M☉ | L/L☉       | K           |
| O2                | 16     | 158  | 2 000 000  | 54 000      |
| O5                | 14     | 58   | 800 000    | 46 000      |
| B0                | 5,7    | 16   | 16 000     | 29 000      |
| B5                | 3,7    | 5,4  | 750        | 15 200      |
| A0                | 2,3    | 2,6  | 63         | 9600        |
| A5                | 1,8    | 1,9  | 24         | 8700        |
| F0                | 1,5    | 1,6  | 9,0        | 7200        |
| F5                | 1,2    | 1,35 | 4,0        | 6400        |
| G0                | 1,05   | 1,08 | 1,45       | 6000        |
| G2                | 1,0    | 1,0  | 1,0        | 5700        |
| G5                | 0,98   | 0,95 | 0,70       | 5500        |
| K0                | 0,89   | 0,83 | 0,36       | 5150        |
| K5                | 0,75   | 0,62 | 0,18       | 4450        |
| M0                | 0,64   | 0,47 | 0,075      | 3850        |
| M5                | 0,36   | 0,25 | 0,013      | 3200        |
| M8                | 0,15   | 0,10 | 0,0008     | 2500        |
| M9.5              | 0,10   | 0,08 | 0,0001     | 1900        |

## Поширення у Всесвіті
Червоні карлики — найпоширеніші об'єкти зіркового типу в Усесвіті. Проксіма Центавра (щонайближча зірка до Сонця) — теж червоний карлик (спектральний клас M5,5Ve; зірковий розмір 11,0m), як і двадцять з наступних тридцяти найближчих до нас зірок. Проте, з уваги на їхню низьку яскравість, ці небесні тіла слабо вивчені.

## Проблема первинних червоних карликів
Одна з загадок астрономії — замала кількість червоних карликів, що геть не містять металів. Згідно з моделлю Великого вибуху, перше покоління зір мало містити лише водень і гелій (і дещицю літію). Коли в числі останніх були червоні карлики, то вони повинні горіти й сьогодні, чого не спостерігаємо. Загальновизнане пояснення полягає в тому, що зірки з малою масою не можуть сформуватися без важких елементів. Через те, що в легких зорях протікають термоядерні реакції за участю водню в присутності металів, рання протозоря з малою масою, позбавлена металів, не в змозі «спалахнути» й змушена зоставатися газовою хмарою, допоки не отримає більше матерії. Усе це править за підтримку теорії про те, що первісні зорі були дуже масивні й незабаром після виникнення загинули, викинувши велику кількість металів, доконечних[джерело?] для формування легких зірок.

## Планети в системах червоних карликів
У 2005 році були відкриті екзопланети, що обертаються навколо червоних карликів. Одна з них завбільшки з Нептун (близько 17 мас Землі). Ця планета кружляє на відстані всього в 6 мільйонів кілометрів від власного світила, і отже повинна мати температуру поверхні близько 150 °C, попри низьку світність зірки. У 2006 році біля червоного карлика була виявлена планета земного типу. Її орбіта завдальшки 390 мільйонів кілометрів від зорі, а температура поверхні дорівнює −220 °C. 2007 року знайшли планети в придатній для життя зоні червоного карлика Глізе 581, а 2010-го — й біля його побратима Глізе 876 в тій самій зоні. У 2014 році поблизу ще одного червоного карлика Kepler-186 була відкрита розміром подібна до Землі планета Kepler-186 f на придатній для життя орбіті.

## Життя на планетах червоних карликів
Оскільки червоні карлики доволі тьмяні, то зона, придатна для життя, прилягає щільно до зірки. Але планета, розташована до світила заблизько, стає постійно оберненою до нього одним боком. Таке явище зветься орбітальним резонансом. Воно може спричинити різницю температур у різних півкулях (нічній і денній), позаяк на підсонні завжди тепло (ба навіть спекотно), а на темному боці температура може наближатися до абсолютного нулю. Це, у свою чергу, може викликати сильні вітри в атмосфері планети.
Червоні карлики у багато разів активніші від Сонця. Потужні спалахи, згубні для майбутніх осадників, може відбивати лише магнітне поле. Отже, слід шукати планети з необхідним бар'єром для радіації (як у Землі).

## Типові червоні карлики
- Проксима Центавра — (M5.5 Ve) — відстань 1,31 пс; світність — 0,000 072 сонцевої;
- Зоря Барнарда — (M5V) — відстань 1,83 пс; світність — 0,000 450 сонцевої;
- Вольф 359 — (dM6e) — відстань 2,34 пс; світність — 0,000 016 сонцевої;
- Росс 154 — (dM4e) — відстань 2,93 пс; світність — 0,000 380 сонцевої;
- Росс 248 — (dM6e) — відстань 3,16 пс; світність — 0,000 110 сонцевої;
- Росс 128 — (dM5) — відстань 3,34 пс; світність — 0,000 080 сонцевої;
- Глізе 581 — (M3V) — відстань 6,27 пс; світність — 0,013 сонцевої.

## Інтернет-ресурси
- Variable stars [Архівовано 23 листопада 2015 у Wayback Machine.]
- Stellar Flares [Архівовано 27 травня 2008 у Wayback Machine.] – D. Montes, UCM.
- Red Dwarfs [Архівовано 3 грудня 2015 у Wayback Machine.]
- Red Star Rising : Small, cool stars may be hot spots for life – Scientific American (November 2005)